# بوبل‌دیک
بوبل‌دیک (به هلندی: Bobeldijk) یک روستا در هلند است که در کوخن‌لاند واقع شده‌است. بوبل‌دیک ۳۰۰ نفر جمعیت دارد.